# Nechilo oxyprora
Nechilo oxyprora là một loài bướm đêm trong họ Crambidae.